# Oxadiazole
Als Oxadiazole werden Mitglieder einer Gruppe von heterocyclischen aromatischen Verbindungen bezeichnet, die in einem Fünfringsystem neben zwei Kohlenstoff- zwei Stickstoffatome und ein Sauerstoffatom enthalten.
Die vier möglichen Isomere unterscheiden sich durch unterschiedliche Positionen der beiden Stickstoff-Atome.

1,2,3-Oxadiazol
1,2,4-Oxadiazol
1,2,5-Oxadiazol
1,3,4-Oxadiazol

## Darstellung
- 1,2,3-Oxadiazole sind aus α-Amino-1,3-dicarbonyl-Verbindungen durch Reaktion mit Salpetriger Säure (HNO2) darstellbar und werden auch als Diazooxide bezeichnet. Besondere Derivate der 1,2,3-Oxadiazole sind die mesoionischen Sydnone.
- 1,2,4-Oxadiazole können aus der Reaktion von Amidoximen mit Carbonsäuren entstehen.
- 1,2,5-Oxadiazole (Furazane oder Furoxane) werden durch Dehydratisierung der Bis-Oxime von 1,2-Dicarbonyl-Verbindungen (Glyoxime) hergestellt.
- 1,3,4-Oxadiazole bilden sich bei der Umsetzung von Diacylhydrazinen mit stark wasserentziehenden Substanzen unter Dehydratisierung.

## Verwendung
Verschiedene Derivate der Oxadiazole werden als Arzneistoffe (Isradipin, Furazabol, Raltegravir), Farbstoffe, Flüssigkristalle und Szintillatoren (PBD = 2-Phenyl-5-(4-biphenyl)-1,3,4-oxadiazol) verwendet. 2008 wurden Oxadiazole entdeckt, die gegen die Bilharziose auslösenden Pärchenegel wirksam sind, ohne dass es Hinweise auf negative Wirkungen auf den Menschen gibt.